# Nysted franciskanerkloster
Nysted franciskanerkloster var et franciskanerkloster der lå i Nysted på Lolland.
Ordenen var en missionsmunkeorden,´og alle dens klostre i Danmark lå i byer af en vis betydning. Derfor må man antage, at når klostret i Nysted kunne overleve fra 1286 til 1538, må forholdene have været gunstige der på egnen.[kilde mangler]

## Klostret i Nysted
Desværre ved vi ikke meget om netop dette kloster. Bygningerne blev revet ned kort efter reformationen og de sidste synlige rester forsvandt omkring 1800 da jordens ejer efter sigende fjernede 1000 (heste)vognlæs sten, der havde udgjort fundamentet. Visse ting åbenbarede sig i 1891, da Nysted Højskole blev bygget på grunden, i 1900 og senest i 1926-27, da en summarisk undersøgelse blev foretaget af Nationalmuseet. Ved den lejlighed fandt man dog frem til, at klostret mindst bestod af et traditionelt firfløjet anlæg rundt om en gård med korsgange. De indvendige dimensioner (gården) var ca. 27 m i øst-vest retning og 18 m i nord-syd. Man fandt også en del grave, men ikke mange genstande. I dag er området bebygget med parcelhuse og forskellige større bygninger. Så sent som i slutningen af 1970'erne, da der blev opført en industribygning på en del af grunden, kom mange spredte munkesten og andre bygningsdele tilfældigt til syne.
 Både på Nationalmuseet, samt i Stiftsmuseet i Maribo findes formsten fra klostret. 
I den vestlige ende af klostertomten har man fundet et middelalderligt signet, som stammer fra første del af 1300-tallet.
Signetpladen er ca. 3,8 cm i diameter og viser foroven under en baldakin brystbilledet af apostlen Peter med (himlens?) nøgle i sin hånd, medens en lille menneskeskikkelse, en knælende Munk med foldede Hænder, ses forneden.
Omskriften lyder på Latin: "Petre amas me" (Peter,elsker du mig. Signetet har måske tilhørt biskop af Odense Valdemar Podebusk, som døde og begravedes i Nysted.

## Franciskanerne i Danmark
Det første franciskanerkloster i Danmark blev grundlagt 1232 i Ribe. Klostret i Nysted blev færdigt i 1286, oprettet af "herrerne til Kærstrup og Kjeldstrup". I 1288 var der 20 klostre i provinsen Dacia (Danmark, Norge og Sverige). Klostret i nabobyen Nykøbing F blev først etableret i 1419. Provinsen Dacia var opdelt i en række Kustodier, bl.a. Odense, der rummede klostrene i Odense, Svendborg, Nysted og Nykøbing F.
Provinsens anliggender blev behandlet på kapitler, der normalt afholdtes en gang årligt. I Nysted blev der afholdt kapitler i 1293, 1319, 1340, 1362, 1378, 1415, 1483 og 1517. Det er i gennemsnit hvert 32. år, hyppigst i begyndelsen, sjældnere i slutningen af perioden. Det passer meget godt med antallet af klostre i provinsen Dacia.
De fleste munkeordener havde deres op- og nedture. Flere gange måtte franciskanerordenen stramme op om disciplinen og pålægge munkene at overholde ordensreglerne. I slutningen af 1400-tallet var der en strammerfløj, observanterne, der forfægtede de oprindelige bestemmelser om fattigdom og forbud mod ejendom, og en slapperfløj, konventualerne, der var lidt mere indstillet på at leve et behageligt liv.

## Træk af klostrets historie
I 1477 gik observanterne til håndgribeligheder mod munkene i Nysted, der var konventualer, pryglede dem korporligt og smed dem på porten. 2 år efter skete det modsatte, men i det lange løb sejrede observanterne, som dog i sidste ende måtte se sig slået af reformationen. 
Selv om munkene officielt var såkaldte tiggermunke, var klostrene dog ikke uden midler. Mange adelige betænkte dem i deres testamenter. I nogle tilfælde fordi munkene passede og plejede dem i deres sygdom eller alderdom. I klostrets dødebog, som ikke eksisterer i sin helhed mere, men kendes i uddrag, omtales begravelser af væbneren Hans Ahlefeld (Johannes de Anenfelde, 4. Marts 1360), Lyder Coboltus Kabel (1389), som døde af de sår, han havde fået i Kampen mod Kong Albrecht, Anders Sjundesen til Kjærstrup (1390) og biskop Valdemar Podebusk i Odense, der 1388 havde nedlagt sit embede og sikkert var trådt ind i franciskanerordenen.

## Nysted martyrologiet
Den mest bemærkelsesværdige arv fra de ca.250 år med kloster i Nysted er dog et håndskrift, forfattet i Nysted, det såkaldte martyrologie, der efter at have være forsvundet i 250 år, blev genfundet i 1959 på et bibliotek i Haag i Holland.
Der findes i dag kun ganske få håndskrifter fra danske klostre. Af martyrologier (helgenfortegnelser) fra danske områder har vistnok kun 3-4 overlevet til i dag. Et fra Ribe, et fra Lund et fra Nysted og så et fra Cismar i Holsten (i 2 eksemplarer). 
Et martyrologie er en helgenfortegnelse, der nævner både martyrer og andre helgener, ikke alfabetisk eller kronologisk, men ordnet efter årets 365 dage, så at man hver dag får nævnt de helgener, der skal mindes på denne dag. Nysted-martyrologiet indeholder ikke, som flere af de andre, en fortegnelse over klostrets døde eller over gaver givet til klostret, men der er tidligere fundet 2 ark af den type skrevet med samme håndskrift som martyrologiet. Man mener således, at bogen oprindeligt har indeholdt sider med den slags optegnelser, og at de senere er blevet fjernet.
Efter observansens indførelse måtte klostret afhænde sine ejendomme. 1483 købte Hr. Eskil Gøje 2 gårde i Radsted og 2 i Langet. 1484 solgte man bl.a. nogle mindre stykker jord, en eng i Tågense Fang som kaldtes Flintorne og en toft øst for klostret 

## Klostrets endeligt
På reformationstiden lod lensmanden på Ålholm lave en Fortegnelse over værdierne i klostret; der var bl.a. fire forgyldte sølvkalke, fire forgyldte skåle og tre små hvide sølvskeer. En af munkene ville imidlertid redde skattene til bedre tider, tog dem og gravede dem ned i jorden, men de blev fundet og afleveret til kongens kasse.
Nogen folkelig bevægelse mod franciskanerne fandtes ikke; Nysted kloster blev deres sidste tilflugtssted her i landet, og endnu 1538 kunne munken Lütke Naamensen opholde sig her, men samme år blev klostret nedlagt.
I 1551 blev der givet ordre til at det skulle rives ned; to klokker fra kirken kom til sognekirken, men endnu 1577 stod rester af bygningerne endnu. Stenene blev anvendt til byggearbejder andre steder.